# Kanie (przystanek kolejowy)
Kanie – przystanek kolejowy w Kaniem-Stacji, w województwie lubelskim, w Polsce.  Według klasyfikacji PKP ma kategorię dworca lokalnego. Znajdują się tu 2 perony.

## Ruch pasażerski[2]
| Rok  | Wymiana pasażerska na dobę |
| ---- | -------------------------- |
| 2017 | 300-499                    |
| 2018 | 300-499                    |
| 2019 | 300-499                    |
| 2020 | 150-199                    |
| 2021 | 200-299                    |
| 2022 | 200-299                    |
| 2023 | 300-499                    |

## Modernizacja
Na przełomie stycznia i lutego 2019 PKP podpisały z konsorcjum firm Helifactor i MERX umowę na budowę tzw. innowacyjnego dworca systemowego w formie klimatyzowanej poczekalni wraz pomieszczenia kas biletowych i przestrzenią dla punktów handlowo-usługowych.